# Corgatha acutalineata
Corgatha acutalineata là một loài bướm đêm trong họ Erebidae.